# Windows Live
Windows Live, marque de la société Microsoft, a été utilisée pour désigner l'ensemble des services de Microsoft disponibles directement sur Internet ou via des logiciels. Ce nom a succédé à MSN, rebaptisé à des fins commerciales pour montrer les efforts de la firme ayant pour objectif de faire face à une société concurrente : Google. Le plus souvent, ces services étaient accessibles grâce à un navigateur web compatible Asynchronous JavaScript and XML et permettaient de manipuler différents types de données (cartographique, bureautique, personnelles) après authentification de l'utilisateur du service. 
L'innovation de ces services, comme celui du concurrent Google, est que les données sont enregistrées sur un serveur distant plutôt que sur une machine locale. Ce type de logiciels, aujourd'hui appelés cloud computing, est aujourd'hui largement répandu.
Parmi cette galaxie de services possédant le préfixe Windows Live, on trouvait notamment : Windows Live Messenger, Windows Live Hotmail, Windows Live Mail, Windows Live Contrôle parental, Windows Live SkyDrive, Windows Live Favorites, Windows Live Spaces, Windows Live Photos, Windows Live Photo Gallery, Windows Live Writer et Windows Live Movie Maker.

## Histoire
Windows Live est annoncé pour la première fois le 1er novembre 2005. Il est en fait le résultat d'un renommage de la plupart des services anciennement disponibles sous l'appellation MSN de Microsoft. Ce faisant, MSN est inclus dans Windows Live mais seulement en tant que site à l'activité propre (portail internet). 
Microsoft décide de mettre à jour annuellement ses logiciels Live grand public comme Windows Live Messenger ou Windows Live Mail, cette mise à jour s'effectue vers la fin de l'année. Par exemple, Windows Live Messenger 2008 (en novembre 2007). L'année remplace publiquement le nº de version du logiciel pour permettre aux utilisateurs de s'y retrouver plus facilement.
En mai 2012, Microsoft renomme les services Windows Live, principalement pour anticiper la sortie de Windows 8, qui intègre les services et produits Windows Live sous de nouvelles dénominations. Windows live disparaît alors comme portail internet mais a continué à être utilisée dans le cadre de la suite logicielle Windows Live Essentials jusqu'en 2015, où elle devient Windows Essentials.

## Services en ligne

### Services issus de MSN
Le service le plus important était Windows Live Hotmail, webmail qui permettait à chacun d'avoir une adresse électronique en @live.fr (ainsi que les précédents domaines @hotmail.fr ou @hotmail.com ou @msn.com). 
Les autres services provenant directement de MSN incluaient  Windows Live Calendar, Windows Live Groupe, Windows Live Photos, Windows Live Translator et Windows Live Alertes, ainsi Windows Live OneCare et Windows Live Spaces.

### Nouveaux services
Windows Live SkyDrive, crée pour l'occasion, est alors l'un des premiers espace de stockage en ligne.

## Logiciels et Applications

### Windows Live Messenger
Windows Live Messenger a été le plus important logiciel gratuit de messagerie instantanée. Il a disparu courant 2013, notamment face à la concurrence de nombreux autres systèmes de messageries, et aussi à la suite du rachat de Skype par Microsoft.

### Windows Live Essentials
Windows Live Essentials était une suite logicielle gratuite de microsoft, proposant des logiciels basiques:
- Windows Live Mail est un client de messagerie gratuit, qui succède à Outlook Express (inclus dans Windows 95 à Windows XP) et Windows Mail (inclus dans Windows Vista) ;
- Windows Live Writer est une application gratuite de traitement de texte, permettant aussi de mettre à jour un blog. Il peut être utilisé avec Windows Live Spaces ou tout autre service de blog ;
- Galerie de photos permet d'importer ses photos depuis un appareil, et de les classer et de les retoucher. Elle était auparavant incluse par défaut à Windows, notamment avec Windows XP ;
- Movie Maker permet de monter des films. Il était auparavant inclus par défaut à Windows, notamment avec Windows XP ;
- OneDrive, logiciel de synchronisation avec l'espace en ligne.

Windows Live Essentials incluait Windows Live Toolbar, Office Outlook Connector, Complément Office Live et Microsoft Family Safety, qui ont disparu. 
Windows Live Sync, qui permettait synchronisation automatique de dossiers entre plusieurs appareils via Skydrive, a été intégré à OneDrive lors du changement d'interface.
Il incluait aussi Microsoft Security Essentials devenu Windows Defender et Microsoft Silverlight, tous deux aujourd’hui inclus dans Windows.
Windows Live Essentials s'appelle aujourd'hui Windows Essentials
La date de fin de support de la suite Windows Essentials 2012 est le 10 janvier 2017.

### Autres
- Windows Live OneCare, logiciel antivirus payant, devenu gratuit sous l'appellation Microsoft Security Essentials.

## Controverse
Windows Live est cité le 12 juillet 2013 dans un article de The Guardian concernant les révélations sur le programme de surveillance PRISM. D'après l'article, les courriers électroniques collectés à travers ce service le sont avant leur chiffrement.